# Biathlon na Zimowych Igrzyskach Olimpijskich 2014 – sztafeta mężczyzn
Biathlonowa sztafeta mężczyzn na Zimowych Igrzyskach Olimpijskich 2014 odbyła się 22 lutego na kompleksie narciarsko-biathlonowym „Łaura” w Krasnej Polanie. Każdy z czterech zawodników ze sztafety miał do pokonania 7,5 kilometra.
W zawodach wzięło udział 19 sztafet (w sumie 76 zawodników). Faworytami byli Norwegowie, którzy zdobyli w tej konkurencji złote medale, we wszystkich globalnych imprezach mistrzowskich w latach 2009−2013.
Mistrzami olimpijskimi zostali reprezentanci Rosji: Aleksiej Wołkow, Jewgienij Ustiugow, Dmitrij Małyszko i Anton Szypulin. Na drugim miejscu uplasowała się sztafeta Niemiec w składzie: Erik Lesser, Daniel Böhm, Arnd Peiffer oraz Simon Schempp. Na trzecim stopniu podium znalazła się sztafeta Austrii, która rywalizowała w składzie: Christoph Sumann, Daniel Mesotitsch, Simon Eder oraz Dominik Landertinger.

## Terminarz
| Data      | Konkurencja | Godzina rozpoczęcia | Godzina rozpoczęcia |
| Data      | Konkurencja | Czas CET            | Czas lokalny        |
| --------- | ----------- | ------------------- | ------------------- |
| 22 lutego | Finał       | 15:30               | 18:30               |

## Tło
| Data                                                                  | Miejscowość                                                           | Zwycięzca                                                                                    | Drugi                                                                               | Trzeci                                                                           | Źródło                                                                |
| Wyniki sztafety podczas zawodów Pucharu Świata w biathlonie 2013/2014 | Wyniki sztafety podczas zawodów Pucharu Świata w biathlonie 2013/2014 | Wyniki sztafety podczas zawodów Pucharu Świata w biathlonie 2013/2014                        | Wyniki sztafety podczas zawodów Pucharu Świata w biathlonie 2013/2014               | Wyniki sztafety podczas zawodów Pucharu Świata w biathlonie 2013/2014            | Wyniki sztafety podczas zawodów Pucharu Świata w biathlonie 2013/2014 |
| --------------------------------------------------------------------- | --------------------------------------------------------------------- | -------------------------------------------------------------------------------------------- | ----------------------------------------------------------------------------------- | -------------------------------------------------------------------------------- | --------------------------------------------------------------------- |
| 7 grudnia                                                             | Hochfilzen                                                            | Norwegia Vetle Sjåstad Christiansen · Ole Einar Bjørndalen · Tarjei Bø · Emil Hegle Svendsen | Szwecja Christoffer Eriksson · Björn Ferry · Fredrik Lindström · Carl Johan Bergman | Rosja Aleksiej Wołkow · Jewgienij Ustiugow · Anton Szypulin · Dmitrij Małyszko   | [ 2 ]                                                                 |
| 13 grudnia                                                            | Le Grand-Bornand                                                      | Rosja Iwan Czeriezow · Aleksandr Łoginow · Jewgienij Garaniczew · Anton Szypulin             | Niemcy Erik Lesser · Andreas Birnbacher · Arnd Peiffer · Simon Schempp              | Austria Christoph Sumann · Daniel Mesotitsch · Dominik Landertinger · Simon Eder | [ 3 ]                                                                 |
| 9 stycznia                                                            | Ruhpolding                                                            | Austria Christoph Sumann · Daniel Mesotitsch · Simon Eder · Dominik Landertinger             | Niemcy Christoph Stephan · Andreas Birnbacher · Erik Lesser · Simon Schempp         | Rosja Aleksiej Wołkow · Jewgienij Ustiugow · Dmitrij Małyszko · Anton Szypulin   | [ 4 ]                                                                 |
| 19 stycznia                                                           | Rasen-Antholz                                                         | Francja Simon Fourcade · Alexis Bœuf · Jean-Guillaume Béatrix · Martin Fourcade              | Szwecja Tobias Arwidson · Björn Ferry · Fredrik Lindström · Carl Johan Bergman      | Niemcy Erik Lesser · Andreas Birnbacher · Arnd Peiffer · Simon Schempp           | [ 5 ]                                                                 |
| Wyniki sztafety na Zimowych Igrzyskach Olimpijskich 2010              |                                                                       |                                                                                              |                                                                                     |                                                                                  |                                                                       |
| 21 lutego                                                             | Vancouver                                                             | Norwegia Halvard Hanevold · Tarjei Bø · Emil Hegle Svendsen · Ole Einar Bjørndalen           | Austria Simon Eder · Daniel Mesotitsch · Dominik Landertinger · Christoph Sumann    | Rosja Iwan Czeriezow · Maksim Czudow · Anton Szypulin · Jewgienij Ustiugow       | [ 6 ]                                                                 |
| Wyniki sztafety na mistrzostwach świata 2012                          |                                                                       |                                                                                              |                                                                                     |                                                                                  |                                                                       |
| 11 marca                                                              | Ruhpolding                                                            | Norwegia Ole Einar Bjørndalen · Rune Brattsveen · Tarjei Bø · Emil Hegle Svendsen            | Francja Jean-Guillaume Béatrix · Simon Fourcade · Alexis Bœuf · Martin Fourcade     | Niemcy Simon Schempp · Andreas Birnbacher · Michael Greis · Arnd Peiffer         | [ 7 ]                                                                 |
| Wyniki sztafety na mistrzostwach świata 2013                          |                                                                       |                                                                                              |                                                                                     |                                                                                  |                                                                       |
| 16 lutego                                                             | Nové Město na Moravě                                                  | Norwegia Ole Einar Bjørndalen · Henrik L’Abée-Lund · Tarjei Bø · Emil Hegle Svendsen         | Francja Simon Fourcade · Jean-Guillaume Béatrix · Alexis Bœuf · Martin Fourcade     | Niemcy Simon Schempp · Andreas Birnbacher · Arnd Peiffer · Erik Lesser           | [ 8 ]                                                                 |

## Wyniki
| Poz. | Nr | Reprezentacja     | Zawodnicy                                                               | Strzelanie      | Strzelanie      | Czas zawodnika                  | Strzelanie drużyny | Czas drużyny | Strata  |
| Poz. | Nr | Reprezentacja     | Zawodnicy                                                               | 1               | 2               | Czas zawodnika                  | Strzelanie drużyny | Czas drużyny | Strata  |
| ---- | -- | ----------------- | ----------------------------------------------------------------------- | --------------- | --------------- | ------------------------------- | ------------------ | ------------ | ------- |
| 01 ! | 4  | Rosja             | Aleksiej Wołkow Jewgienij Ustiugow Dmitrij Małyszko Anton Szypulin      | 0+1 0+0 0+2     | 0+1 0+2 0+1 0+0 | 17:19,5 18:15,9 18:04,8 18:35,7 | 0+8                | 1:12:15,9    | –       |
| 02 ! | 1  | Niemcy            | Erik Lesser Daniel Böhm Arnd Peiffer Simon Schempp                      | 0+0 0+1         | 0+0 0+1 0+0     | 17:13,7 18:17,4 17:54,5 18:53,8 | 0+2                | 1:12:19,4    | +3,5    |
| 03 ! | 3  | Austria           | Christoph Sumann Daniel Mesotitsch Simon Eder Dominik Landertinger      | 0+1 0+2 0+0 0+1 | 0+0 0+2 0+1     | 17:26,7 18:11,4 18:04,1 19:03,5 | 0+7                | 1:12:45,7    | +29,8   |
| 4.   | 5  | Norwegia          | Tarjei Bø Johannes Thingnes Bø Ole Einar Bjørndalen Emil Hegle Svendsen | 0+0 0+1 0+0 0+1 | 0+0 1+3         | 17:03,4 18:07,6 18:12,6 19:46,7 | 1+5                | 1:13:10,3    | +54,4   |
| 5.   | 16 | Włochy            | Christian De Lorenzi Dominik Windisch Markus Windisch Lukas Hofer       | 0+0 0+2 0+0     | 0+2 0+1 0+2     | 17:36,0 18:01,4 18:54,2 18:43,9 | 0+11               | 1:13:15,5    | +59,6   |
| 6.   | 9  | Słowenia          | Peter Dokl Jakov Fak Klemen Bauer Janez Marič                           | 0+0 0+1 0+0     | 0+0 0+1 0+3     | 18:04,4 17:33,3 18:03,9 20:01,5 | 0+5                | 1:13:43,1    | +1:27,2 |
| 7.   | 12 | Kanada            | Jean-Philippe Leguellec Scott Perras Brendan Green Nathan Smith         | 0+0 0+1 0+2     | 1+3 0+0 0+1 0+2 | 17:47,2 18:04,3 18:24,4 19:30,3 | 1+10               | 1:13:46,2    | +1:30,3 |
| 8.   | 6  | Francja           | Alexis Bœuf Jean-Guillaume Béatrix Simon Desthieux Martin Fourcade      | 0+0 0+1 0+0 0+2 | 0+0 0+2 0+0     | 17:35,4 18:13,0 18:42,9 19:15,1 | 0+7                | 1:13:46,4    | +1:30,5 |
| 9.   | 10 | Ukraina           | Dmytro Pidruczny Andrij Deryzemla Artem Pryma Serhij Semenow            | 0+2 0+1         | 0+0 0+1 0+0     | 17:35,4 18:17,4 18:59,9 19:28,4 | 0+7                | 1:14:21,1    | +2:05,2 |
| 10.  | 2  | Szwecja           | Tobias Arwidson Björn Ferry Fredrik Lindström Carl Johan Bergman        | 0+0 0+3 0+1     | 0+0 0+1         | 18:02,6 18:18,2 18:52,9 19:18,3 | 0+5                | 1:14:32,0    | +2:16,1 |
| 11.  | 7  | Czechy            | Michal Krčmář Jaroslav Soukup Tomáš Krupčík Ondřej Moravec              | 0+0 0+1 0+2 0+0 | 0+0 0+1 0+0     | 17:37,1 18:14,8 19:54,3 19:25,7 | 0+5                | 1:15:11,9    | +2:26,0 |
| 12.  | 11 | Słowacja          | Pavol Hurajt Tomáš Hasilla Miroslav Matiaško Matej Kazár                | 0+0 0+1 0+2     | 0+0 0+2 0+1 1+3 | 17:33,4 18:37,8 19:21,0 19:51,6 | 1+9                | 1:15:23,8    | +3:07,9 |
| 13.  | 17 | Białoruś          | Siarhiej Nowikau Uładzimir Czapielin Juryj Ladau Jauhienij Abramienka   | 0+0 0+1 0+0     | 0+1 0+0 0+1 0+2 | 18:21,3 18:52,2 19:01,8 19:47,0 | 0+5                | 1:16:02,3    | +3:46,4 |
| 14.  | 8  | Szwajcaria        | Claudio Böckli Ivan Joller Serafin Wiestner Benjamin Weger              | 0+0 0+2 0+1     | 0+3 0+0 0+1     | 18:28,3 19:11,6 18:50,0 19:45,9 | 0+10               | 1:16:15,8    | +3:59,9 |
| 15.  | 13 | Bułgaria          | Michaił Kleczerow Iwan Złatew Władimir Iliew Krasimir Anew              | 0+0 0+1 0+2 0+0 | 0+1 2+3 0+1 0+0 | 18:25,9 20:40,4 19:14,9 19:17,2 | 2+8                | 1:17:38,4    | +5:22,5 |
| 16.  | 18 | Stany Zjednoczone | Lowell Bailey Russell Currier Sean Doherty Leif Nordgren                | 0+0 3+3 0+3 0+2 | 0+0 0+2 0+0 0+2 | 17:20,7 20:11,3 19:37,3 20:29,8 | 3+12               | 1:17:39,1    | +5:23,2 |
| 17.  | 14 | Estonia           | Daniil Steptšenko Kalev Ermits Kauri Kõiv Roland Lessing                | 0+1 0+0 1+3     | 0+0 1+3 0+0 0+2 | 18:05,5 20:08,4 19:31,2 LAP     | 3+12               | LAP          |         |
| 18.  | 15 | Kazachstan        | Anton Pantow Siergiej Naumik Aleksandr Trifonow Dias Keneszew           | 0+0 0+3 0+0 0+1 | 0+3 0+1 0+0 0+2 | 18:13,3 19:18,0 20:02,4 LAP     | 0+10               | LAP          |         |
| 19.  | 19 | Polska            | Krzysztof Pływaczyk Łukasz Szczurek Łukasz Słonina Rafał Lepel          | 0+0 1+3 0+2     | 0+0 1+3 0+0 0+2 | 17:53,7 21:29,1 20:57,5 LAP     | 2+12               | LAP          |         |